# Udo Abe
Udo Abe (* 31. Oktober 1956) ist ein deutscher ehemaliger Fußballspieler. In den 1980er Jahren war er in Rudisleben als Zweitligaspieler aktiv.

## Sportliche Laufbahn
Bis 1979 spielte Udo Abe mit der Betriebssportgemeinschaft BSG Union Mühlhausen in der viertklassigen Bezirksklasse Erfurt. Im selben Jahr stieg er mit der Mannschaft in die Bezirksliga auf, wo er die nächsten vier Spielzeiten im sicheren Tabellen-Mittelfeld verbrachte. 
Zur Saison 1982/83 wechselte Abe zur BSG Motor Rudisleben in die zweitklassige DDR-Liga. Dort verbrachte er zwei Spielzeiten, es gelang ihm aber nicht, sich in der Stammelf zu etablieren. 1982/83 kam er bei 22 Spielrunden zu 13 DDR-Liga-Einsätzen, bei denen er als Abwehrspieler achtmal in der Startelf stand. In der Saison 1983/84 wurde Abe in zehn Ligaspielen aufgeboten, sechsmal spielte er mal als Verteidiger, mal als Stürmer von Beginn an. In der Begegnung des 8. Spieltages BSG WK Schmalkalden – Motor Rudisleben erzielte er als Einwechselspieler mit seinem Tor zum 4:0 den Endstand des Auswärtssieges. 
Abes Laufbahn im höherklassigen Fußball endete nach Abschluss der Saison 1983/84, da die BSG Motor Rudisleben aus der DDR-Liga absteigen musste und den Wiederaufstieg nicht mehr erreichte.